# La Carroza
La Carroza es una localidad del estado mexicano de Guanajuato. Es parte del municipio de Abasolo.

## Demografía
| Gráfica de evolución demográfica |
|                                  |

| Censo | Población |
| ----- | --------- |
| 1900  | 180       |
| 1910  | 256       |
| 1921  | 264       |
| 1930  | 243       |
| 1940  | 253       |
| 1950  | 328       |
| 1960  | 386       |
| 1970  | 470       |
| 1980  | 387       |
| 1990  | 712       |
| 2000  | 787       |
| 2010  | 976       |
| 2020  | 1 079     |